# Järpens kapell
Järpens kapell är en kyrkobyggnad i Järpen i Jämtland. Den tillhör Undersåkers församling i Härnösands stift.

## Kyrkobyggnaden
Kapellet uppfördes 1981 efter ritningar av arkitekt Rolf Bergh. Dess föregångare, en kyrksal från 1952, tjänar idag som församlingshus och är sammanbyggt. Kyrkorummet markeras genom sitt branta sadeltak täckt av blå plåt. Fasaderna är klädda med faluröd träpanel. En klockstapeln tillkom 1981.
År 1994 genomgick kapellet en interiör ombyggnad under ledning av arkitekt Helena Tallius-Myrman. Kyrkorummet har träpanelade väggar, ett vinklat trätak samt golv av konststen. Väggarna är vitmålade. Rummet är möblerat med lösa stolar.

## Inventarier
Takets dekormålning, glasmålningarna och altarskåpet är utförda av Åke Pallarp.